# Кжишковский, Лаврентий
Лавре́нтий Кжишко́вский (пол. Wawrzyniec Krzyszkowski; умер около 1573) — польский религиозный деятель эпохи Реформации.

## Биография
Первоначально принадлежал к общине чешских братьев, позже вступил в ряды ариан, а затем был супер-интендентом анабаптистов; принимал деятельное участие в переводе катехизиса Лютера и так называемой Радзивилловской библии.
Его сочинения: «O prawdziwem i gruntownem używaniu zbawienia w zaspokojonem człowieka sumieniu» (Szamotuly, 1558); «Swiętego filozofa i męczennika Justyna żywot, krótko z niektórych historyków i z ksińg samego Justyna zebrany» (Nieswicź, 1564). В предисловии к последнему сочинению Кжишковский представил критику греческого и латинского переводов Библии, породившую в то время много споров.